# Gustav Hundt
Gustav Hundt (* 27. September 1894 in Pfaffenhofen; † um 1945) war ein deutscher Offizier, zuletzt Generalleutnant im Zweiten Weltkrieg.

## Leben
Nach dem Abitur 1913 am Wilhelmsgymnasium München diente Hundt als Offizier im Ersten Weltkrieg, 1918 wurde er zum Oberleutnant befördert. Nach Ende des Krieges wurde er in die Reichswehr übernommen und wirkte in verschiedenen Einheiten z. B. als Batterie-Kommandant in unterschiedlichen Artillerie-Regimentern. 1937 erreichte er den Rang eines Majors.
In der Wehrmacht führte Hundt im Zweiten Weltkrieg unterschiedliche Regimenter; Heinz Eduard Tödt war in seinem Regiment und berichtete von ihm als „guter Kommandeur“; und als Kommandeur unter anderem für vier Tage die 122. Infanterie-Division und auch für wenige Tage August/September 1944 und vor der Auflösung die 304. Infanterie-Division. Zwischenzeitlich war er als Oberst von August 1943 bis Juli 1944 als Artillerie-Kommandeur 138 eingesetzt. Von Oktober 1944 bis November 1944 und erneut von Februar 1945 bis April 1945 war er Kommandant der 1. Skijäger-Division. Am 1. August 1944 wurde er zum Generalmajor und am 1. März 1945 zum Generalleutnant befördert.
Hundt wurde am  21. April 1945 bei Troppau als vermisst gemeldet und am 7. Juni 1950 für tot erklärt.

## Auszeichnungen (Auswahl)
- Eisernes Kreuz II. (1914) und I. Klasse (1917)
- Verwundetenabzeichen (1918) in Schwarz
- Spange zum Eisernen Kreuz II. (1939) und I. Klasse (1940)
- Deutsches Kreuz in Gold am 15. Dezember 1941
- Ritterkreuz des Eisernen Kreuzes am 15. April 1945[4][5]